# Kiele Sanchez
Kiele Michelle Sanchez (Chicago, Illinois; 13 de octubre de 1977) es una actriz estadounidense conocida por hacer apariciones esporádicas en series de televisión. Su proyecto más recordado ha sido en la serie Lost, en la tercera temporada de la misma en el papel de Nikki Fernández.

## Vida y carrera
Kiele Michelle Sánchez nació en la ciudad de Chicago, Illinois. Su padre, Óscar Sánchez, es agente de carreras de jockey. Ella es una de cuatro hijos, y sus orígenes son puertorriqueños y franceses. Comenzó su carrera como actriz en el Glenbard North High School de Carol Stream, Illinois, cuando actuó en un montaje de The Grapes of Wrath. Su actuación la ayudó a superar el miedo escénico, con el que había tenido que luchar hasta ese momento.
Su carrera en televisión empezó en el 2000 en la serie Migrating Forms, únicamente para un episodio. En el 2001 aparecería en el cortometraje The Kiss y meses después en Class Warfare. En el año 2002 apareció en That Was Then, pero esta vez para tres episodios en el papel de Claudia Wills-Glass. Eso fue un trampolín para, en 2003, tener otra breve aparición en Stuck on you. En octubre llegaría su papel más longevo: apareció en 21 episodios de Married to the Kellys entre octubre de 2003 y junio de 2004 en el papel de Susan Kelly. Married to the Kellys contaría con una temporada solamente. A partir de ahí, en el 2006, volvería tras dos años de inactividad, y las tres apariciones fueron en los episodios piloto de tres series diferentes: Girls on the Bus, Four Kings y Modern Men.
Después participó en 19 episodios de Related en el papel de Anne Sorelli. En verano del 2006 ficharía por la cadena ABC, primero en Lost, donde encarnó en seis episodios a la timadora Nikki Fernández. Más tarde, en 2007, encarnaría en Football Wives a Donna Reynolds. En 2009 apareció como actriz secundaria en la película A Perfect Getaway, dirigida por David Twohy y compartiendo reparto con Milla Jovovich, dando así el salto a la gran pantalla con un papel muy importante.
Al año siguiente, en el 2010, se estrenó su segundo largometraje, Redemption Road, donde compartía reparto con Michael Clarke Duncan: la película fue premiada en varios festivales de cine. En 2011 protagonizó la película Burn notice: the fall of Sam Axe junto a Bruce Campbell, basada en la serie homónima; la película fue muy bien recibida por el público. Entre 2010 y 2013 protagonizó junto al actor Matt Passmore la serie The Glades, la cual estuvo en emisión durante cuatro temporadas. En 2014 protagonizó The Purge: Anarchy.
Su más reciente aparición en la pantalla grande fue en 2018, dando vida a Whitney en un remake de Netflix de la exitosa película de 1974 Benji, compartiendo reparto con los jóvenes actores Gabriel Bateman y Darby Camp.

## Filmografía

### Film
| Año  | Título                         | Personaje          | Notas        |
| ---- | ------------------------------ | ------------------ | ------------ |
| 2000 | Migrating Forms                | Mujer de ensueño   |              |
| 2001 | The Kiss                       | Muchacha           | Cortometraje |
| 2001 | Stealing Time                  | Emily              |              |
| 2003 | Stuck on You                   | Pepper Spray Cutie |              |
| 2007 | Mr. Magorium's Wonder Emporium | Sra. Goodman       |              |
| 2008 | Insanitarium                   | Lily               | Video        |
| 2009 | A Perfect Getaway              | Gina               |              |
| 2010 | Redemption Road                | Hannah             |              |
| 2010 | 30 Days of Night: Dark Days    | Stella Olemaun     | Video        |
| 2014 | The Purge: Anarchy             | Liz                |              |
| 2018 | Benji                          | Whitney Hughes     |              |

### Televisión
| Año       | Título                           | Personaje           | Notas                       |
| --------- | -------------------------------- | ------------------- | --------------------------- |
| 2000      | Live Girls                       | Lynne               | Film para TV                |
| 2001      | Class Warfare                    | Amber Whidden       | Film para TV                |
| 2002      | That Was Then                    | Claudia Wills-Glass | 7 episodios                 |
| 2003      | Young MacGyver                   | Taylor              | Piloto de TV no emitido     |
| 2003–04   | Married to the Kellys            | Susan Wagner        | 21 episodios                |
| 2005–06   | Related                          | Anne Sorelli        | 19 episodios                |
| 2006      | Four Kings                       | Jen                 | Episodio: "Pilot"           |
| 2006      | Modern Men                       | Lisa                | Episodio: "Pilot"           |
| 2006      | Girls on the Bus                 | Ronnie Sarazen      | Episodio: "Pilot"           |
| 2006–07   | Lost                             | Nikki Fernandez     | 14 episodios                |
| 2007      | Football Wives                   | Donna Reynolds      | Piloto de TV no vendido     |
| 2007–08   | Samantha Who?                    | Chloe               | 4 episodios                 |
| 2008      | The End of Steve                 | Emily Green         | Film para TV                |
| 2010      | Matadors                         | Natalie Munoz       | Film para TV                |
| 2010–2013 | The Glades                       | Callie Cargill      | 49 episodios                |
| 2011      | Burn Notice: The Fall of Sam Axe | Amanda Maples       | Film para TV                |
| 2014–2017 | Kingdom                          | Lisa Prince         | 40 episodios                |
| 2019      | Drunk History                    | Emma Pulaski        | Episodio: "Good Samaritans" |
| 2019      | The Lost Boys                    | Lucy                | Piloto de TV no vendido     |
| 2020      | The Lincoln Lawyer               | Lorna               | Piloto de TV no vendido     |